# كيشفاردا
كيشفاردا هي بلدة تقع في مقاطعة زابولكس-زاتمار-بيريج في منطقة شمال السهل العظيم، المجر.